# Philosophie analytique
Pour les articles homonymes, voir Analytique.

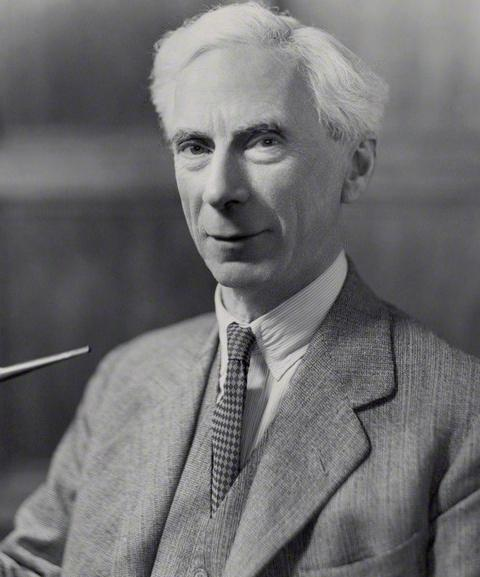
Bertrand Russell, l'un des fondateurs de la philosophie analytique.

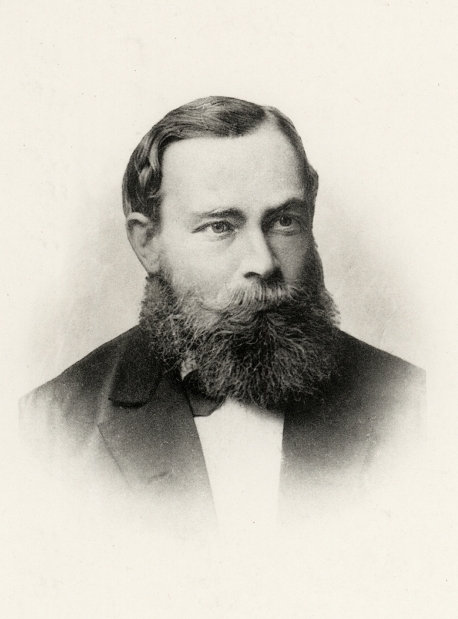
Gottlob Frege, dont les travaux inspireront la philosophie analytique.

L'expression « philosophie analytique » désigne un mouvement philosophique qui se fonda dans un premier temps sur la nouvelle logique contemporaine, issue des travaux de Gottlob Frege et Bertrand Russell à la fin du XIXe siècle et au début du XXe siècle, pour éclairer les grandes questions philosophiques. Sa démarche s'appuie sur une analyse logique du langage cherchant à mettre en évidence les erreurs de raisonnement que celui-ci peut induire et faisant ainsi de la « clarification logique des pensées » le but de la philosophie selon le mot de Ludwig Wittgenstein dans le célèbre Tractatus logico-philosophicus.
La logique, la philosophie du langage et la philosophie des sciences furent les premiers et principaux domaines de la philosophie analytique. L'essor récent des sciences cognitives, de la philosophie de l'action, de la philosophie de l'esprit, ainsi que l'attention accrue que portent les philosophes analytiques à la théorie de la décision, à la théorie des jeux et à la métaphysique ont remis en cause la prédominance des disciplines initiales, de telle sorte que, depuis la seconde moitié du XXe siècle, la philosophie analytique touche à tous les domaines classiques en philosophie. Il existe également une métaphysique analytique (Saul Kripke, David Lewis, Nathan Salmon, Peter van Inwagen), une théologie analytique (Alvin Plantinga, Richard Swinburne), ainsi qu'une tradition analytique en philosophie politique (par exemple John Rawls, Robert Nozick ou encore le marxisme analytique) et en philosophie morale (George E. Moore).
La philosophie de type analytique est pratiquée majoritairement dans le monde anglophone, et de plus en plus dans les pays germanophones ; elle reste cependant assez peu présente en France et n'a jamais été dominante en Europe en général, au point qu'on oppose encore à la philosophie analytique l'expression philosophie continentale, pour qualifier l'autre grand courant.
Jules Vuillemin est un des premiers philosophes français à s'intéresser à la philosophie analytique et à en adopter des aspects stylistiques et méthodiques, notamment la formalisation logique.
La philosophie analytique est aujourd'hui pratiquée et enseignée au Collège de France, à la suite des travaux de Jules Vuillemin, Gilles Gaston Granger et Jacques Bouveresse, avec François Recanati et Claudine Tiercelin, à l'université Panthéon-Sorbonne de Paris avec notamment Sandra Laugier et Pierre Wagner ainsi que dans de nombreuses universités françaises, avec par exemple Denis Vernant à l'université Grenoble-Alpes, à l'Université Rennes 1 avec notamment Pierre Joray, Philipe Drapeau Contim et Stéphane Lemaire ou encore Shahid Rahman à l'université de Lille.
Au cours des années 2010, la philosophie analytique a une influence croissante dans les pays nordiques, les Pays-Bas et l'Allemagne.

## Place de la philosophie analytique dans la philosophie occidentale
À l'origine, la philosophie analytique s'oppose à l'hégélianisme, et plus largement aux courants issus de l'idéalisme allemand. En effet, après Emmanuel Kant, l'idéalisme allemand domine la philosophie occidentale à travers les réflexions et les œuvres de Fichte, de Schelling et de Hegel. La philosophie britannique devint elle-même de plus en plus hégélienne (F. H. Bradley, Thomas Hill Green...). Parallèlement, l'allemand Gottlob Frege pense en dehors de l'idéalisme de ses compatriotes et souhaite reprendre le projet de caractéristique universelle de Leibniz sous le nom de logicisme.
S'érigeant contre l'idéalisme britannique, Bertrand Russell combine les apports de Frege avec ceux de l'ancien empirisme britannique issu de David Hume. Le philosophe autrichien Ludwig Wittgenstein réfléchit à partir de la pensée de Russell, et sa première philosophie (celle du Tractatus logico-philosophicus) influença les idées du Cercle de Vienne, d'où émergea le positivisme logique dans les années 1920 et 1930. Le Cercle de Vienne, à travers son Manifeste et Carnap, s'appuyant sur le premier Wittgenstein menèrent alors une critique acerbe de la métaphysique, liée à leur propre philosophie du langage : ils considéraient que les énoncés de la métaphysique n'avaient pas de référent dans le monde réel, qu'ils ne dénotaient rien de déterminé, et étaient donc « vides de sens ».
Le positivisme logique distinguait entre les énoncés analytiques, vrais de par leur signification intrinsèque (par exemple, « les célibataires sont non mariés ») ; les énoncés synthétiques a posteriori, dont une vérification empirique est possible ; enfin, les énoncés qui ne sont ni analytiques, ni synthétiques a posteriori, et qui seraient donc vides de sens, parce que ni tautologiques comme les énoncés analytiques, ni « vérifiables » comme les énoncés synthétiques a posteriori (ils niaient ainsi explicitement l'existence des jugements synthétiques a priori, au cœur du projet kantien de refondation de la métaphysique sur des bases scientifiques).
Dès lors, les énoncés éthiques et métaphysiques étaient pour eux, en tant qu'énoncés prescriptifs et non descriptifs et vérifiables, nécessairement vides de sens. Le positivisme logique est ainsi à l'origine de la dichotomie tranchée entre les « faits » et les « valeurs », qui a été par la suite partiellement remise en cause. Depuis le déclin du positivisme logique, la philosophie analytique s'est développée dans des directions diverses, incluant une métaphysique analytique (le Procès et réalité de Whitehead, Peter Strawson, David Lewis, Saul Kripke, etc.).

### Relations de la philosophie analytique et de la philosophie continentale
Certains opposent la philosophie analytique à la « philosophie continentale », expression sous laquelle ils regroupent la philosophie postmoderne, contemporaine de la philosophie analytique, et toute la tradition philosophique antérieure dont elles ont toutes deux émergé. L'adjectif « continental » évoque une distinction géographique et, par suite, linguistique : la philosophie analytique prendrait sa source en dehors du continent européen et serait essentiellement anglophone.
Cette présentation de la philosophie analytique comme une production anglo-saxonne est toutefois contestée. En effet, les premiers philosophes analytiques étaient allemands ou autrichiens (Frege, Wittgenstein). De même en France, un certain nombre de philosophes ont participé aux questionnements relatifs à la philosophie des mathématiques, tels le mathématicien et philosophe Henri Poincaré, ou Louis Couturat (qui publia en 1901 des manuscrits de Leibniz qui vinrent à l'attention de Russell). La philosophie logique a été aussi présente en Pologne, à travers l'École de Lvov-Varsovie (Jan Łukasiewicz, Alfred Tarski, etc.).
Les relations entre la philosophie analytique et la tradition continentale dont elle entend se détacher continuent, cependant, d'occasionner des débats houleux, notamment en France. En effet, Pascal Engel se plaint parfois de ne pouvoir y enseigner une forme importante de méthode philosophique, dans une institution universitaire tournée vers l'exégèse et l'histoire, ce qui entraînerait un certain conservatisme et une stérilité de la recherche.
Dans les pays où la philosophie analytique est dominante (pays anglophones, Israël, pays scandinaves, certains pays d'Europe de l'Est comme la Pologne), la philosophie non analytique reste enseignée et le clivage semble moins important qu'en France. Les départements universitaires nord-américains accueillent notamment des philosophes comme Richard Rorty, revenu de la philosophie analytique après s'en être réclamé, et d'autres comme Stanley Cavell qui s'attachent au dialogue entre les deux traditions de pensée.

## Tradition, doctrine et méthode
La définition de la philosophie analytique demeure ambiguë au point qu'il a pu être soutenu qu'il est « préférable de parler de philosophies analytiques au pluriel ». On peut l'éclaircir en distinguant trois usages de l'expression : la tradition, la doctrine et la méthode.
1. En tant que tradition, la philosophie analytique débute avec Gottlob Frege, Bertrand Russell, G. E. Moore, et Ludwig Wittgenstein au début du XXe siècle. On peut en exposer les problématiques originelles par les questions suivantes[6] : 
  - Peut-on philosopher en suivant une méthode scientifique ?
  - Peut-on introduire plus de rigueur en philosophie en procédant par la logique ?
  - La philosophie peut-elle être réduite à la logique ?
2. Les doctrines les plus souvent évoquées sont le positivisme logique et l'atomisme logique ; mais l'expression peut également désigner la philosophie du langage ordinaire, la philosophie du sens commun ou un mélange entre plusieurs doctrines. Cet usage était courant jusque dans les années 1950, quand les philosophes analytiques étaient en général engagés dans un programme de recherche lié à ces doctrines.
3. La méthode de la philosophie analytique est une approche générale de la philosophie qui, à travers l'analyse du langage, repose sur un fort développement technique et philosophique de la logique. Suivant une ancienne tradition de l'empirisme anglo-saxon, que l'on retrouve déjà chez Locke[7], elle visait, par le biais de la logique, à éclaircir le sens des énoncés et ainsi à dissiper les « faux problèmes ». Cette méthode est conçue aujourd'hui non plus comme un programme, mais comme un souci de clarté et de précision, exigeant de donner une place importante à l'argumentation utilisant les procédés de la logique formelle.

## Formalisme et langage naturel
Le but de l'approche analytique est d'éclaircir les problèmes philosophiques en examinant et clarifiant le langage dont on se sert pour les formuler. Cette méthode compte parmi ses apports majeurs la logique moderne, la mise au jour du problème du sens et de la dénotation dans la construction de la signification, le théorème d'incomplétude de Kurt Gödel, la théorie des descriptions définies de Russell, la théorie de la réfutabilité de Karl Popper, la théorie sémantique de la vérité de Alfred Tarski.
Les deux branches principales de la tradition analytique sont, d'une part, la recherche pour comprendre le langage en utilisant la logique formelle, c.-à-d. pour formaliser les questions philosophiques et les résoudre à partir de cette formulation ; d'autre part, la recherche pour comprendre les idées philosophiques en examinant plus particulièrement le langage naturel utilisé pour les formuler, et les éclaircir à partir de cet examen. Ces deux types de recherches peuvent s'opposer complètement, mais sont parfois identiques. Wittgenstein commença par le premier type de recherches, puis poursuivit ses recherches du côté du langage naturel.

### Formalisme

#### Atomisme logique et langage idéal
Pour des auteurs comme Gottlob Frege, Bertrand Russell, Rudolf Carnap ou même Willard Van Orman Quine, le langage naturel est confus, simpliste, rempli d'erreurs et doit être reformulé dans un langage formel, rigoureux et dénué d'ambiguïté, ce qui donnera naissance à la logique contemporaine (cf. par exemple, l'article de Frege : Que la science justifie un recours à l'idéographie). Cette formalisation n'a pas seulement des conséquences sur la manière d'exprimer un problème : elle pose la question de savoir si certains des anciens problèmes ne doivent pas du même coup être supprimés. Par exemple, si les problèmes posés par la psychologie populaire sont dénués de sens, faut-il en conclure que nos conceptions habituelles sur l'esprit sont des fictions ?
L'origine de la philosophie analytique se trouve dans le développement, par Frege, du calcul des prédicats qui a permis d'étendre la formalisation logique à un plus grand nombre d'énoncés. De même, Russell et Whitehead se donnaient pour buts, dans leur Principia Mathematica:
- de montrer que les mathématiques et la logique peuvent être réduites à la logique mathématique,
- de montrer que le résultat logique est un langage idéal.

Russell considéra le formalisme logique comme un outil indispensable pour exposer les structures fondamentales des problèmes philosophiques. Par exemple, la copule « est » peut être selon lui analysée de trois manières distinctes :
- "le chat est endormi" : le est de la prédication signifie que x a la propriété P, soit P(x)
- "il est un chat", ou "il y a un chat" : le est d'existence signifie qu'il y a un x, soit : ∃(x)
- "trois est la moitié de six" : le est de l'identité signifie que x est identique à y, soit x=y

Russell tenta ainsi de résoudre divers problèmes philosophiques en appliquant de telles distinctions claires et précises, l'exemple le plus connu étant l'énoncé « actuel roi de France », qui pour Frege n'avait pas de sens parce que dénué de référent réel. Cette tentative repose sur la thèse fondatrice de l'atomisme logique selon laquelle la structure de la réalité est essentiellement la même que la logique mathématique. Dès lors, tous les problèmes ont une formulation logique.

#### Tractatus
Assez généralement, on considère que Ludwig Wittgenstein développa l'atomisme logique de Russell dans un livre bref et difficile, le Tractatus logico-philosophicus : ce livre est tenu comme l'un des livres de philosophie les plus importants du XXe siècle. L'objectif général en est de tracer de l'intérieur du langage des limites au-delà desquelles des propositions sont dénuées de sens. Les propos de Wittgenstein (notamment sur son œuvre elle-même) mettent en doute, finalement, la possibilité ultime de la logique. La construction et la complexité du Tractatus sont telles que le texte sera incompris par les membres du cercle de Vienne, ce qui entraînera une séparation définitive entre ces derniers et l'auteur, à la suite d'une rencontre.
Wittgenstein soutient que le monde est l'existence d'états de fait ; ces états de fait peuvent être exprimés dans une logique des prédicats de premier ordre. De ce fait, un tableau du monde peut être réalisé en exprimant les faits atomiques en propositions atomiques et en les liant par des opérateurs logiques.
« 5.6 Les frontières de mon langage sont les frontières de mon monde. »
Cette thèse est l'une des raisons de la relation étroite entre philosophie du langage et philosophie analytique : le langage est de ce point de vue le principal, ou le seul, outil de la philosophie. Ainsi, pour Wittgenstein, et pour de nombreux autres philosophes analytiques, la philosophie a pour but d'éclaircir l'usage du langage. Par cette méthode, l'espoir est de voir résolus tous les problèmes philosophiques quand le langage sera utilisé avec une parfaite clarté. Wittgenstein estima d'ailleurs avoir énoncé les solutions définitives de tous les problèmes philosophiques :
« Néanmoins, la vérité des pensées ici communiquées me semble intangible et définitive. Mon opinion est donc que j'ai, pour l'essentiel, résolu les problèmes d'une manière décisive. »
Cette dernière citation peut toutefois être incomprise par un lecteur qui serait trop pressé. Un indice, le désaccord avec le cercle de Vienne, laisse toutefois entendre sa distance par rapport à sa propre œuvre.
Il partit et devint instituteur. Mais il revint plus tard en affirmant l'inadéquation de l'atomisme logique, et il apporta de nouveaux développements dans son œuvre posthume, les Investigations philosophiques (1953), considérées comme l'une des œuvres fondatrices de la philosophie du langage ordinaire, qui se développe en opposition radicale avec le formalisme logique de Frege, Russell et du premier Wittgenstein lui-même.

### Langage naturel
La philosophie du langage ordinaire (parfois aussi appelée philosophie linguistique) est un courant de la philosophie analytique (représenté par le second Wittgenstein, John L. Austin, John Searle, Paul Grice, etc.) qui prétend éviter les excès de formalisme pour donner plus d'attention aux usages et aux pratiques du langage ordinaire et du sens commun. Selon cette théorie, la signification ne dépend pas uniquement de la sémantique formelle des énoncés, mais aussi de la pragmatique, c'est-à-dire du contexte conversationnel. Le retour au langage ordinaire est une réaction contre les origines de la philosophie analytique, qu'on a parfois appelé la « philosophie du langage idéal ».

## Critiques de la philosophie analytique
Les défenseurs de la philosophie analytique font valoir que celle-ci possède un objectif de clarté et de précision au niveau de la description des problèmes philosophiques, qui rapproche ainsi la philosophie de la méthodologie des disciplines scientifiques. Cette clarté dans la description des problèmes et la formulation des solutions permet d'éviter l'ambiguïté et les difficultés d'interprétation souvent reprochées à la philosophie « littéraire ». La philosophie analytique se caractérise également par une approche concrète, « par problèmes ». Il en résulte ainsi la description précise de problèmes philosophiques, clairement identifiés, et pour lesquels il convient de rechercher une solution. Parmi ces problèmes, on peut citer notamment : le paradoxe du menteur, le paradoxe de Hempel, etc.

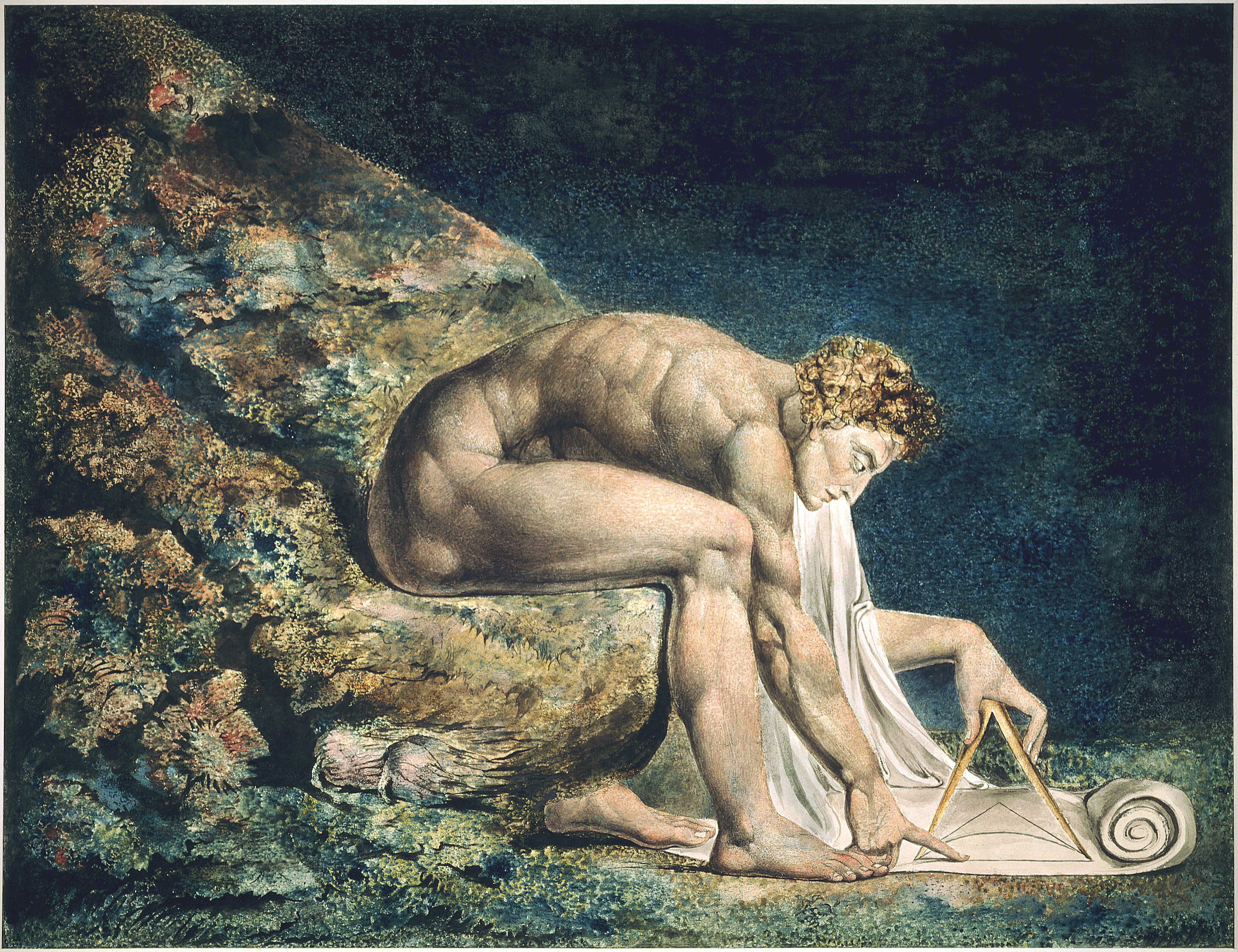
La philosophie analytique ne verrait l'existence que d'un point de vue logique, comme le Newton dessiné par Blake : absorbé par des figures, symboles de la connaissance scientifique de la nature, il ne la contemple pas directement.

Les critiques de la philosophie analytique pensent que ce n'est là qu'une simple injonction normative à la clarté et la rigueur et que cela décrit plus une tradition, des périodiques, des lectures et références communes, des exemples et problèmes récurrents, qu'une véritable « méthode » scientifique. De plus, la réduction logique est jugée trop superficielle, alors que la philosophie continentale estime remonter aux conditions mêmes du métaphysique, i.e., selon Heidegger, à une ouverture à l'être qui précéderait toute catégorisation logico-métaphysique et qui serait donc plus fondamentale, plus profonde.
Si des critiques très vives ont été formulées contre la métaphysique par les premiers philosophes analytiques (voir par exemple Le dépassement de la métaphysique par l'analyse logique du langage par Carnap), celles-ci ont depuis été largement tempérées, le programme positiviste du Cercle de Vienne ayant été généralement considéré comme un échec, bien qu'instructif. Aujourd'hui, philosophie analytique et métaphysique ne sont pas contradictoires (voir Peter Strawson, Frédéric Nef, Saul Kripke et plus généralement la métaphysique analytique).

## Textes principaux
- Austin, J. 1970. Quand dire c'est faire. Paris: Seuil.
- Bouveresse, J. Le mythe de l’intériorité, Minuit 1976.
- Carnap, R. 1967. The Logical Structure of the World. Berkeley: University of California Press. Trad. fr. : La Construction logique du monde, Vrin, 2001.
- Carnap, R. ; Hahn, H. ; Neurath, O. ; Schlick, M. ; Waissman, F., Manifeste du cercle de vienne et autres écrits (édition coordonnée par Antonia Soulez), Paris, Vrin, 2010.
- Chalmers, D., The Conscious Mind: In Search of a Fundamental Theory (1996). Oxford University Press.
- Davidson, D. 1984. Truth and Interpretation. Oxford: Clarendon Press.
- Frege, G. 1971. Écrits logiques et philosophiques. Paris: Seuil
  - Sens et dénotation
  - Concept et objet
  - Que la science justifie un recours à l'idéographie.
- Goodman, N. Langages de l'art : Une approche de la théorie des symboles, trad. fr. Hachette 2005.
- Goodman, N. Manières de faire des mondes, trad. fr. M.-D. Popelard, Paris, Gallimard, 2006.
- Kripke, S. 1972. Naming and Necessity. Cambridge (MA): Harvard University Press.
- Moore, G. E. 1903. Principia Ethica.
- Putnam, H. 1981, Raison, vérité et histoire. Paris: Gallimard.
- Quine, W. 1977 [1960]. Le mot et la chose, trad. J. Dopp & P. Gochet, Paris, Flammarion.
- Quine, W. Les deux dogmes de l'empirisme, 1951, repris dans Du point de vue logique (Vrin 2004 pour la trad. fr.).
- Rawls, J., Théorie de la justice, Paris, Seuil.
- Rorty, R. 1979. Philosophy and the Mirror of Nature. Princeton: Princeton University Press.
- Russell, B. La Méthode scientifique en philosophie, 1914.
- Russell, B. 1918. La philosophie de l'atomisme logique. Dans B. Russell. 1989. Écrits de logique philosophique. Paris. Presses Universitaires de France.
- Ryle, G. 1949. La notion d'esprit.
- Searle, J. Les Actes de langage, 1969 (Hermann 2009 pour la trad. fr.).
- Vuillemin, J. 1962. La philosophie de l'algèbre, Paris, PUF.
- Wittgenstein, L. 1922. Tractatus Logico-philosophicus. Paris: Gallimard.
- Wittgenstein, L. 1951. Investigations Philosophiques. Paris: Gallimard.